# Alba (automóvel)
O Alba foi um automóvel português da década de 1950, quando surgiram em Portugal vários pequenos fabricantes de automóveis com o intuito de participar nas provas organizadas pelo Automóvel Club de Portugal. O primeiro Alba (Matrícula OT-10-54) foi concebido por António Augusto Martins Pereira, neto do industrial Augusto Martins Pereira e construído em 1952 nas Fábricas Metalúrgicas Alba de Albergaria A Velha na zona norte de Portugal, propriedade do seu avô, com a ajuda de Ângelo de Oliveira e Costa, Francisco Corte-Real Pereira, exímio piloto e mecânico, bem como de toda uma equipa de fundidores, carpinteiros e técnicos funcionários da fábrica.
Além deste automóvel, propriedade da família Martins Pereira, e que se encontra exposto actualmente no Museu do Caramulo, foram construídos um segundo (Matrícula TN-10-82), que pertence a um colecionador privado, e um terceiro (Matrícula LA-11-18), que já não existe nos dias de hoje.

## Chassis
O Alba foi baseado no chassis de um Fiat 508 C 1100 modificado, de longarinas com travessas de reforço, cuja parte traseira foi cortada e invertida, a fim de reduzir o centro de gravidade do veículo. Uma armação tubular foi construída para colocar a carroçaria em alumínio estampado à mão e a suspensão dianteira foi reconstruída de forma a reduzir o peso do conjunto. A sua carroçaria, tipo barchetta aberto para corridas ao estilo italiano, recebeu uma pintura de cor clara e com riscas longitudinais amarelas e azuis.

## Motores

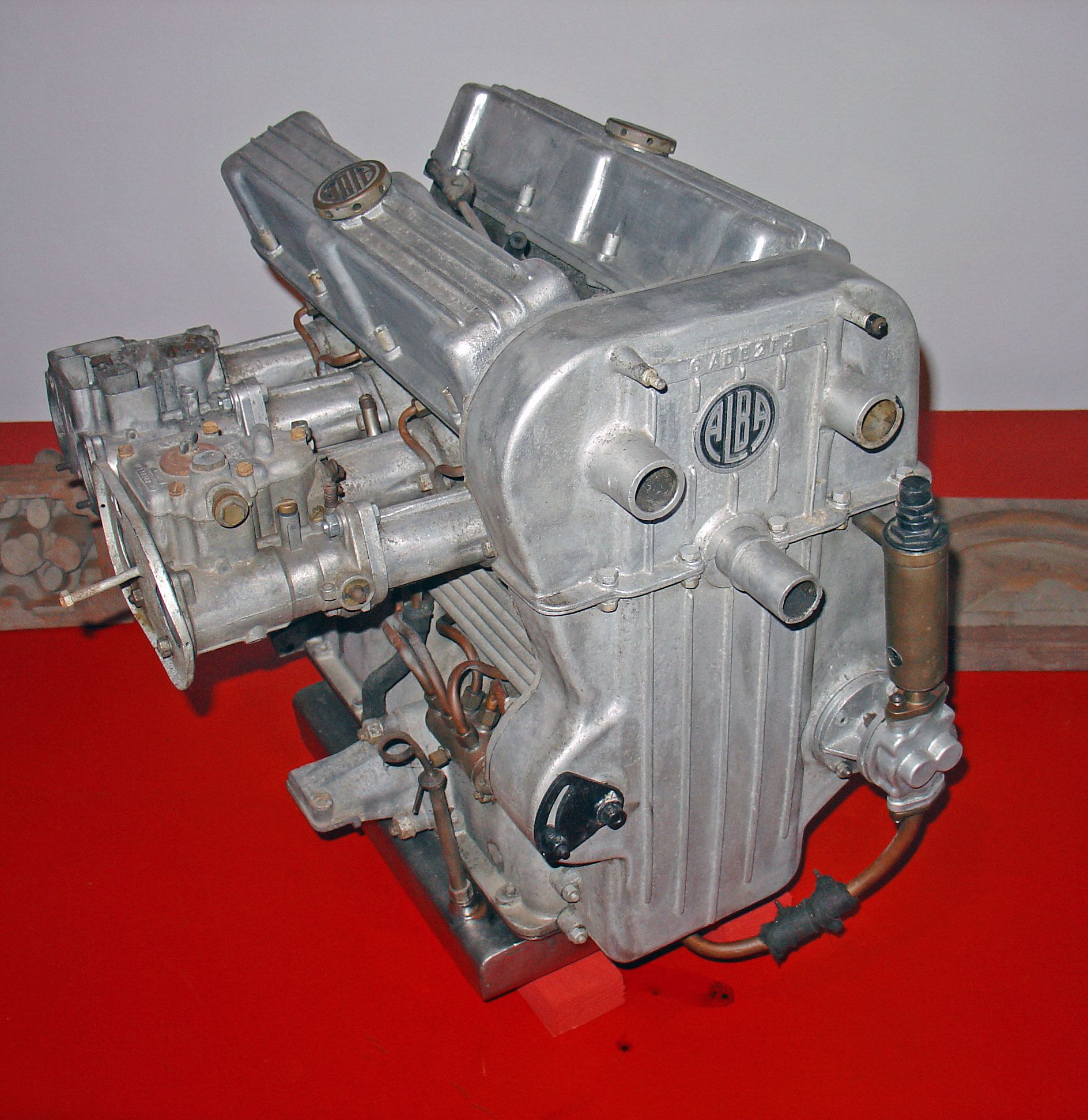
Motor Alba 1500

O primeiro motor foi um Fiat 1089cc, que o 508 C trazia originalmente, mas fortemente modificado a fim de melhorar as performances, resultando em cerca 70cv, que aliados aos cerca de 500kg do conjunto, faziam com que o Alba conseguisse atingir os 180km/h. Embora fosse concebido apenas com a competição automóvel em vista, foi homologados pela DGV para uso nas estradas públicas.
O facto de o uso dos motores 1100cc ser recorrente nessa época em carros deste género prendia-se com o facto de o ACP ter uma categoria específica de Sport para carros com cilindradas de 750cc até 1100cc, bastante concorrida pelos baixos custos inerentes quando comparados com a categoria máxima. Em 1954, o ACP modificou os regulamentos e a classe passou a ter o limite nos 1500cc. Isto permitiu entrada de uma série de adversários de marcas estrangeiras, nomeadamente a Porsche e a Denzel. António Augusto Martins Pereira, decidiu então colocar um motor 1500cc no Alba. Contactou a Maserati para a aquisição de uma unidade desta marca, mas pelo preço que lhe foi pedido decidiu construir o seu próprio motor.
Iniciou então a construção daquele que, até à data, é o único motor de concepção e produção inteiramente nacional para um veículo automóvel. O Alba 1500 era um motor bastante moderno para a época: 4 cilindros (quadrados, com diâmetro e curso de 78mm) em linha de 1490cc, bloco e cabeça fundidos em alumínio, dupla árvore de cames à cabeça, duas válvulas por cilindro, duas velas por cilindro com dois distribuidores que foram fabricados propositadamente pela Bosch para o Alba. Alimentado por dois carburadores Solex 36 duplos laterais, atingia cerca de 8.000 rpm, produzindo cerca de 90cv de potência, que permitia ao Alba atingir os 200km/h.

## Competição
Os ALBA participaram em 42 provas, conquistando 25 pódios e dez vitórias, das quais cinco foram absolutas, entre elas, a Taça Cidade do Porto, no Circuito da Boavista, em 1953 (Francisco Corte-Real Pereira) e o Rali Vinho do Porto (António Augusto Martins Pereira), em 1955. 
Para além de lá de dos seus criadores António Augusto Martins Pereira, que se dedicava ralis e provas de regularidade e de arranques, e Francisco Corte-Real Pereira, que fazia principalmente provas de velocidade (circuitos), outros 7 pilotos conduziram os Alba: Noémio Capela, Elísio de Melo, Baltazar Vilarinho, Castro Lima, Carlos Miranda, Manuel Nunes dos Santos e Manuel Alves Barbosa.